# Unione Sportiva Palmese 1951-1952
Questa voce raccoglie le informazioni riguardanti l'Unione Sportiva Palmese 1912, società calcistica di Palmi, nelle competizioni ufficiali della stagione 1951-1952.

## Stagione
La squadra venne inserita nel girone D, assieme a società di Lazio, Campania, Puglia, Calabria e Sicilia. Le altre società calabresi che vi parteciparono assieme alla Palmese furono le quattro storiche "grandi" della regione: Catanzaro, Reggina, Crotone e Cosenza.
La società nero-verde concluse il campionato al dodicesimo posto, retrocedendo l'anno successivo in IV Serie.
Negli incontri con le squadre blasonate del girone, la Palmese ottenne solo due risultati di rilievo: la vittoria del 16 dicembre in casa contro il Catanzaro per 2-1 e, soprattutto, il colpaccio esterno per 1-0 il 16 marzo allo stadio della Vittoria di Bari contro la formazione locale.

## Rosa
| N. |                   | Ruolo | Calciatore      |
| -- | ----------------- | ----- | --------------- |
|    | Italia (bandiera) | P     | L. Affabili     |
|    | Italia (bandiera) | C     | L. Albano       |
|    | Italia (bandiera) | A     | G. Barone       |
|    | Italia (bandiera) | D     | Antonio Bumbaca |
|    | Italia (bandiera) | C     | P. Fracchia     |
|    | Italia (bandiera) | C     | G. Gonella      |
|    | Italia (bandiera) | D     | F. Luisa        |
|    | Italia (bandiera) | D     | E. Mazzilli     |

| N. |                   | Ruolo | Calciatore  |
| -- | ----------------- | ----- | ----------- |
|    | Italia (bandiera) | A     | R. Musci    |
|    | Italia (bandiera) | A     | M. Pagliano |
|    | Italia (bandiera) | A     | G. Russo    |
|    | Italia (bandiera) | A     | A. Sbarra   |
|    | Italia (bandiera) | P     | F. Tomasini |
|    | Italia (bandiera) | A     | V. Vignoli  |
|    | Italia (bandiera) | A     | P. Zecca    |

## Statistiche

### Statistiche di squadra
| Competizione | Punti | In casa | In casa | In casa | In casa | In casa | In casa | In trasferta | In trasferta | In trasferta | In trasferta | In trasferta | In trasferta | Totale | Totale | Totale | Totale | Totale | Totale | DR  |
| Competizione | Punti | G       | V       | N       | P       | Gf      | Gs      | G            | V            | N            | P            | Gf           | Gs           | G      | V      | N      | P      | Gf     | Gs     | DR  |
| ------------ | ----- | ------- | ------- | ------- | ------- | ------- | ------- | ------------ | ------------ | ------------ | ------------ | ------------ | ------------ | ------ | ------ | ------ | ------ | ------ | ------ | --- |
| Serie C      | 29    | 17      | 9       | 4       | 4       | 30      | 27      | 17           | 1            | 5            | 11           | 23           | 55           | 34     | 10     | 9      | 15     | 53     | 82     | -29 |
| Totale       | -     | 17      | 9       | 4       | 4       | 30      | 27      | 17           | 1            | 5            | 11           | 23           | 55           | 34     | 10     | 9      | 15     | 53     | 82     | -29 |

### Andamento in campionato
| Giornata  | 1 | 2 | 3 | 4 | 5 | 6 | 7 | 8 | 9 | 10 | 11 | 12 | 13 | 14 | 15 | 16 | 17 | 18 | 19 | 20 | 21 | 22 | 23 | 24 | 25 | 26 | 27 | 28 | 29 | 30 | 31 | 32 | 33 | 34 |
| --------- | - | - | - | - | - | - | - | - | - | -- | -- | -- | -- | -- | -- | -- | -- | -- | -- | -- | -- | -- | -- | -- | -- | -- | -- | -- | -- | -- | -- | -- | -- | -- |
| Luogo     | T | C | T | C | T | C | T | C | T | T  | C  | T  | C  | T  | T  | C  | C  | C  | T  | C  | T  | C  | T  | C  | T  | C  | C  | T  | C  | T  | C  | C  | T  | T  |
| Risultato | P | P | P | P | P | P | N | P | P | P  | N  | P  | V  | P  | P  | V  | V  | V  | P  | N  | P  | N  | N  | V  | V  | V  | V  | N  | V  | P  | N  | V  | N  | N  |

Legenda:

Luogo: C = Casa; T = Trasferta. Risultato: V = Vittoria; N = Pareggio; P = Sconfitta.